# الأهل العاملون من المنزل
الأهل العاملون من المنزل هم أصحاب المشاريع الذين يعملون من منازلهم مع القيام بتربية أبنائهم خلال أنشطتهم العملية.
يدير بعض أصحاب المشاريع أعمالهم من المنزل لأسباب عديدة مثل تخفيض تكاليف المشروع وأسباب صحية وتخفيف التنقل أو للحصول على برنامج يومي أكثر مرونة مما يوفر لهم خيارات أكثر عند تخطيط المهام سواء المتعلقة بالعمل وغيرها بما فيها مسؤولياتهم التربوية. قد يلجأ بعض أصحاب المشاريع الذين يديرون أعمالهم من المنزل إلى مراكز رعاية الأطفال بينما يقوم آخرون بمتابعة أطفالهم خلال ساعات العمل وفي نفس مساحة عملهم، فيعرفون بالأهل العاملين من المنزل.
يقوم العديد من الأهل العاملين من المنزل بإنشاء مشاريع يمكنهم إدارتها منزليًا حتى يتمكنوا من رعاية أبنائهم مع الحصول على مصدر دخل في الوقت نفسه، فقد أدت أسباب عديدة إلى ترك الأهل للقوى العاملة والحضور الكامل في حياة أبنائهم مثل رغبة الوالدين برعاية أبنائهم بأنفسهم وتعارض ساعات العمل التقليدية (من التاسعة إلى الخامسة) مع ساعات الدوام المدرسي أو أيام مرض الأبناء وتكاليف مراكز رعاية الأطفال العالية، حيث ينظم العديد من هؤلاء الأهل جدولًا لساعات العمل يمكن دمجه مع مسؤولياتهم التربوية.

## الدمج بين العمل والتربية
يأخذ الدمج بين العمل والتربية شكلًا أو أكثر من أربعة طرق رئيسية: الأوقات المشتركة، والمساحات المشتركة، والاعتياد على وجود الأبناء في العمل، والمرونة.
تطبيق طريقة الأوقات المشتركة يتطلب تعدد المهام مثل مرافقة الأبناء في مهام العمل وجدولة أنشطة العمل خلال أوقات استراحة الأبناء والعكس صحيح، كما تطبق المساحات المشتركة عبر تجهيز منزل أو مكتب متنقل يستوعب وجود الأبناء، أما الاعتياد على وجود الأبناء في العمل فهو يؤكد على حضور الأبناء في بيئة العمل بما في ذلك إعلام شركاء العمل بأولوية التربية بالنسبة للوالد العامل من المنزل ووضع نظام معين وقواعد للأبناء في المكتب، كما يمكن السماح لهم بالمساعدة في العمل في الأوقات المناسبة، وأخيرًا يمكن للوالد العامل من المنزل استغلال المرونة المتأصلة في العمل من المنزل مما يعني العمل على فترات قصيرة متفرقة بدلًا من فترة واحدة طويلة والتخطيط المرن للأنشطة اليومية والعمل في أوقات غير تقليدية.
قد لا تناسب الأهل العاملين من المنزل المشاريع التي تتطلب ساعات عمل تقليدية من التاسعة حتى الخامسة أو مكتب لامع ومنمق أو وقت منفرد مع العملاء أو مواد خطرة أو مواعيد مفاجئة وبالتالي قد لا تصلح جميع المهن للعمل من المنزل والتربية في آن واحد، كما قد يواجه الوالد العامل من المنزل التدني في الإنتاجية إن لم يقم بتنظيم أموره بشكل جيد بسبب المسؤوليات الإضافية والمقاطعات المفاجئة. يعد العمل شبكة الإنترنت أو «المساعدون الافتراضيون» مشاريع مناسبة للعمل من المنزل.
وجد مركز أبحاث مشاريع المرأة أن الأمهات من الجيل إكس هم أكثر قابلية للعمل من المنزل كما يؤكد المركز أنه بين العامين 1997 و2004 ارتفعت نسبة التوظيف في الشركات المؤسسة من قبل نساء بنسبة 24.2% وهي ضعف نسبة 11.6% المسجلة بواسطة جميع المشاريع.
الأعمال التي قد يعمل بها الأهل العاملون من المنزل تشمل العمل عن بعد للشركات، والعمل الحر ككتابة المقالات أو التصميم الغرافيكي أو الاستشارات، والعمل كمقاول مستقل، وأعمال التسويق المنزلي وإدارة شركات كاملة من المنزل بالإضافة إلى تقديم دعم قيم للمشروع للتسويق.

## النشأة
إن مفهوم الأهل العاملين من المنزل موجود منذ وجود المشاريع الصغيرة، ففي المجتمعات ما قبل الصناعية كان التجار والحرفيون يعملون خارج أبواب منازلهم أو قربها مع وجود أبنائهم تحت رعايتهم طوال اليوم. أدت التغيرات الاجتماعية في القرن التاسع عشر كالتعليم الإجباري والثورة الصناعية إلى جعل العمل من المنزل مع وجود الأبناء أقل شيوعًا.
شهدت ريادة الأعمال انتعاشًا في الثمانينات مع المزيد من التركيز على خلق التوازن بين العمل والحياة، ومن ضمن الصور التقليدية للأهل العاملين من المنزل العاملين بالعيادات الخاصة وفي المكاتب المنزلية مثل الأطباء والمعالجين ومدرسي الموسيقى والمدرسين الخصوصيين.
بدأ مفهوم الوالد العامل من المنزل بالانتشار في أواخر التسعينات مع نمو شبكة الإنترنت الذي منح أصحاب الأعمال والمشاريع الصغيرة خيارات أكثر لإنشاء وإدارة أعمالهم، وبحلول عام 2004 كان أكثر من 20 مليون شخص يعملون من المنزل على الأقل بدوام جزئي (إما كأصحاب مشاريع أو بتنسيق رسمي مع مدرائهم) والكثير منهم كانوا من الآباء والأمهات.
في عام 2008، قامت أم عاملة من المنزل بخبرة عقد كامل في مجال النشر بإنشاء مجلة رقمية موجهة للأهل العاملين من المنزل، حيث صممت مجلة WAHM  لمعالجة المشاكل التي يواجهها الأهل العاملين من المنزل في أسلوب حياتهم مع اختلاف مجالات عملهم، كما تركز المجلة على تمكين وتشجيع وتعليم الأهل العاملين من المنزل ودعمهم في أهدافهم الشخصية والمهنية والأهداف المتعلقة بأسلوب حياتهم.
في نهاية العقد الأول من القرن الواحد والعشرين أصبح العمل عن بعد خيارًا عظيمًا للشركات والموظفين على حد سواء لعدد من الأسباب الاقتصادية والبيئية.